# Тејер (Небраска)
Тејер (енгл. Thayer) град је у америчкој савезној држави Небраска.

## Демографија
По попису из 2010. године број становника је 62, што је 9 (-12,7%) становника мање него 2000. године.
| Група             | 2000.       | 2010.       |
| Белци             | 71 (100,0%) | 62 (100,0%) |
| Афроамериканци    | 0 (0,0%)    | 0 (0,0%)    |
| Азијати           | 0 (0,0%)    | 0 (0,0%)    |
| Хиспаноамериканци | 0 (0,0%)    | 0 (0,0%)    |
| Укупно            | 71          | 62          |